# Merksplas
Merksplas és un municipi belga de la província d'Anvers a la regió de Flandes. Limita al nord-oest amb Hoogstraten, al nord amb Baarle-Hertog i Baarle-Nassau, a l'est amb Turnhout, al sud-oest amb Rijkevorsel i al sud amb Beerse.

## Evolució de la població

### Seglexix
| Any      | 1806  | 1816  | 1830  | 1846  | 1856  | 1866  | 1876  | 1880  | 1890  |
| -------- | ----- | ----- | ----- | ----- | ----- | ----- | ----- | ----- | ----- |
| Població | 1.197 | 1.120 | 1.244 | 1.526 | 1.599 | 1.628 | 1.552 | 1.655 | 2.042 |
|          |       |       |       |       |       |       |       |       |       |

### Segle XX (fins a 1976)
| Any      | 1900  | 1910  | 1920  | 1930  | 1947  | 1961  | 1970  | 1976  |  |
| -------- | ----- | ----- | ----- | ----- | ----- | ----- | ----- | ----- |  |
| Població | 3.164 | 3.576 | 3.059 | 3.521 | 4.192 | 4.912 | 5.065 | 5.649 |  |
|          |       |       |       |       |       |       |       |       |  |

### 1977 ençà
| Any       | 1977  | 1980  | 1985  | 1990  | 1995  | 2000  | 2005  |
| --------- | ----- | ----- | ----- | ----- | ----- | ----- | ----- |
| Població  | 5.694 | 5.974 | 6.549 | 7.004 | 7.755 | 8.055 | 8.114 |
| Font: NIS |       |       |       |       |       |       |       |

## Agermanaments
- Grodzisk Wielkopolski
- Torrelodones